# Rotalidium
Rotalidium es un género de foraminífero bentónico de la subfamilia Ammoniinae, de la familia Rotaliidae, de la superfamilia Rotalioidea, del suborden Rotaliina y del orden Rotaliida. Su especie tipo es Rotalidium pacificum. Su rango cronoestratigráfico abarca desde el Mioceno superior hasta la Actualidad.

## Clasificación
Rotalidium incluye a las siguientes especies:
- Rotalidium annectens
- Rotalidium okinawaensis
- Rotalidium pacificum